# José Manuel Castañón
José Μanuel Castañón (Pola de Lena, 10 febbraio 1920 – Madrid, 6 giugno 2001) è stato uno scrittore spagnolo.
Combatté a fianco del Generale Francisco Franco nella Guerra civile spagnola ma fu presto deluso del regime franchista e nel 1957 andò in esilio volontario nel Venezuela. 
Il suo romanzo più conosciuto è "Moletú-Volevá", pubblicato a Madrid nel 1956: una storia sulla "Follia del denaro".

## Biografia

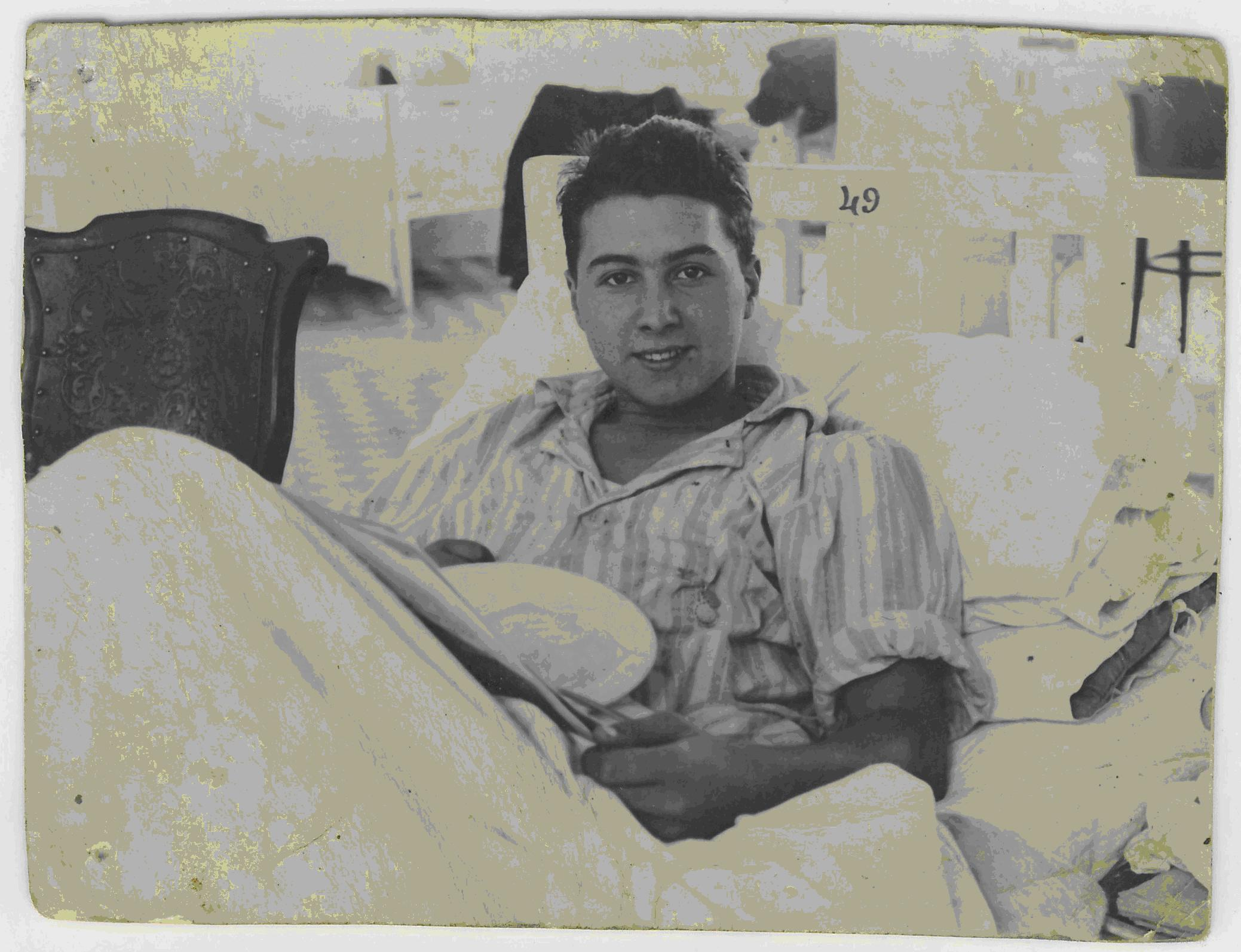
José Manuel Castañón, 1937

José Μanuel Castañón era il terzo di sette figli dell'avvocato Guillermo Castañón e di Berta de la Peña. Il padre, un erudito,  grande lettore e amante della letteratura, gli trasmette la passione per i libri e Castanon già da ragazzo comincia a sentire la vocazione di scrittore.
Con lo scoppio della Guerra civile spagnola, nel 1936, lasciò in segreto la casa paterna per arruolarsi nell'esercito franchista. Combatte nella battaglia per la presa di Oviedo nel 1937, durante la quale rimane ferito gravemente e perde l'uso della mano destra. Dopo essersi ripreso dalle ferite, torna al fronte ed è promosso al grado di tenente per meriti di guerra. Nel 1941 si arruola nella 250. Infanterie-Division.
Al suo ritorno, nel 1942, riprende gli studi universitari che aveva abbandonato un anno prima, e nello stesso anno,  si sposa con sua cugina Nieves Escalada, dalla quale avrà cinque figli, un maschio e quattro femmine.  Nel 1945, seguendo la volontà del padre, si laurea in legge dall'Università di Oviedo e inizia la carriera come avvocato privato, ma ben presto viene profondamente deluso dall'involuzione della rivoluzione franchista.  Castanon non riesce ad accettare la realtà in cui vive e comincia a protestare apertamente contro la dittatura del Generale Francisco Franco, esigendo un giusto trattamento per i repubblicani e procedure legali meno discriminatorie per le famiglie dei repubblicani caduti nella Guerra civile spagnola e per i repubblicani mutilati e invalidi di guerra, i quali erano soggetti ad una lunghissima serie di sanzioni e vessazioni. Nel 1953 è accusato dal governo di sovversione ed imprigionato. In carcere scrisse il suo primo romanzo  "Moletu-Voleva" o "il romanzo della follia del denaro", una storia ispirata dalla personalità squilibrata di uno dei prigionieri e alla sua speranza di vincere molti soldi facili col gioco d'azzardo. Nel 1957 Castañón pubblicò anche il romanzo "Bezana Roja".
A quell'epoca, José Μanuel Castañón, aveva già deciso di andare in esilio per considerare incompatibile la sua condizione di scrittore con la dittatura del Generale Francisco Franco. Opponendosi con grinta e determinazione alla dittatura franchista, rinunciò al suo rango di capitano di fanteria e, con una lettera indirizzata al governo, chiese che la sua pensione di mutilato di guerra fosse invece pagata a un soldato mutilato di guerra repubblicano. Fuggì in Francia, e in Italia, per poi stabilirsi in Venezuela dove gli venne concesso l'asilo politico.  Finalmente, nel 1960,  lo raggiunsero la moglie ed i suoi cinque figli. In Venezuela mantenne la sua famiglia esercitando esclusivamente la professione di scrittore ed è in questo paese che la maggioranza delle sue opere sono state pubblicate.
Nel 1987, gli è stata conferita dal governo del Venezuela "la Orden de Andres Bello" per meriti di divulgazione della letteratura e della cultura ispanica.
José Μanuel Castañón era un grande appassionato della poesia e sapeva a memoria delle centinaia di poesie che amava recitare, affascinando tutti coloro che lo ascoltavano. Sul suo molto ammirato poeta peruviano Cesar Vallejo, ha scritto "Pasion por Vallejo". Nel 1983, ricevé il titolo di Figlio Adottivo di Santiago di Chuco, luogo di nascita di Vallejo.
Nella 250. Infanterie-Division scrisse un giornale che è restato inedito per mezzo secolo. Il libro viene pubblicato nel 1991 con il titolo "El Diario de una Aventura”.
Castañón ha scritto anche libri sulla sua ideologia, sulle sue convinzioni politici e sulla sua lotta interiore. Nel 1978, quando in Spagna, le vestigia della dittatura sono tutte scomparse, ritornò in Madrid, dove è morto il 6 giugno 2001.

## Opere
- Moletu-Voleva (1956)
- Bezana Roja   (1957)
- Andres Cuenta su Historia (1962)
- Encuentro con Venezuela   (1962)
- Confesiones de un vivir absurdo  (1959)
- Una Balandra encalla en Tierra firme  (1958)
- Cuba hablo contigo        (1989)
- Cuba sigo Hablando contigo(1993)
- Pasion por Vallejo (1963)
- Entre dos Orillas  (1975)
- Me Confieso Bolivarianamente (1982)
- Cuentos Vividos (1976)
- Diario de una Aventura (1991)
- En mi sentir revuelto (1992)
- Mi Padre y Ramon Gomez de la Serna (1975)